# Appomattox (opera)

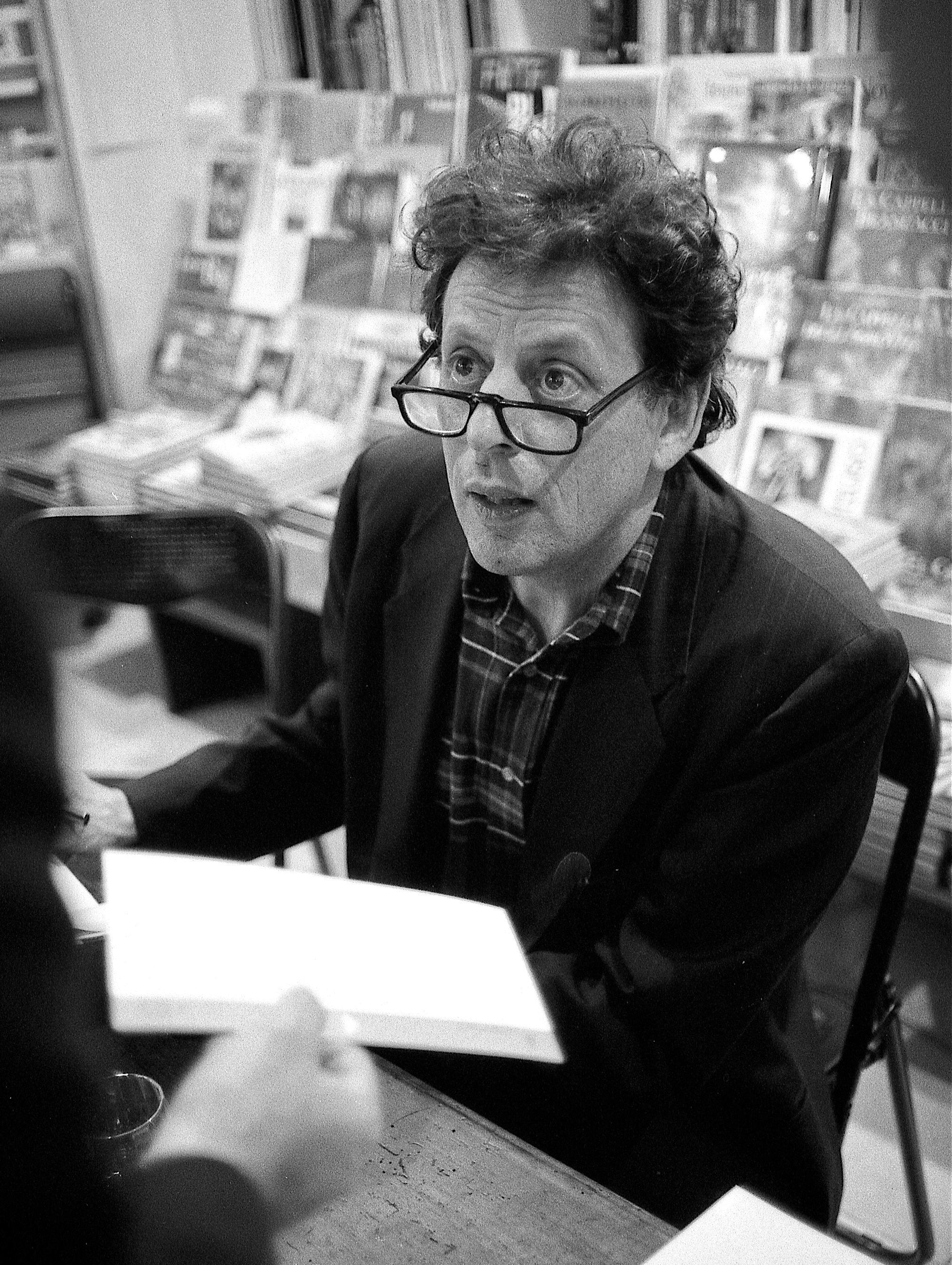
Philip Glass

Appomattox är en opera i en prolog, två akter och en epilog med musik av Philip Glass och libretto av Christopher Hampton. Operan hade premiär på San Francisco Opera den 5 oktober 2007, och bygger på händelser under det Amerikanska inbördeskriget. Speltiden är cirka två och en halv timme

## Personer
| Roller                                                                                     | Stämma                                   | Premiärbesättning den 5 oktober 2007 (Dirigent: Dennis Russell Davies) |
| ------------------------------------------------------------------------------------------ | ---------------------------------------- | ---------------------------------------------------------------------- |
| General Ulysses S. Grant                                                                   | baryton                                  | Andrew Shore                                                           |
| General Robert E. Lee                                                                      | baryton                                  | Dwayne Croft                                                           |
| Julia Dent Grant                                                                           | sopran                                   | Rhoslyn Jones                                                          |
| Mary Custis Lee                                                                            | sopran                                   | Elza van den Heever                                                    |
| Julia Agnes Lee                                                                            | sopran                                   | Ji Young Yang                                                          |
| T. Morris Chester                                                                          | tenor                                    | Noah Stewart                                                           |
| Abraham Lincoln                                                                            | basbaryton                               | Jeremy Galyon                                                          |
| Mary Todd Lincoln                                                                          | sopran                                   | Heidi Melton                                                           |
| Elizabeth Keckley                                                                          | mezzosopran                              | Kendall Gladen                                                         |
| Edgar Ray Killen                                                                           | basbaryton                               | Philip Skinner                                                         |
| Edward Alexander                                                                           | tenor                                    | Chad Shelton                                                           |
| John Rawlins                                                                               | baryton                                  | Jere Torkelsen                                                         |
| General Howell Cobb                                                                        | bas                                      | John Minágro                                                           |
| Ely S. Parker                                                                              | tenor                                    | Richard Walker                                                         |
| Wilmer McLean                                                                              | baryton                                  | Torlef Borsting                                                        |
| Fyra Medborgarrättsvandrare                                                                | - bass - tenor - soprano - mezzo-soprano | - Frederick Matthews - Antoine Garth - Virginia Pluth - Claudia Siefer |
| En gammal man                                                                              | bas                                      | Frederick Matthews                                                     |
| En ung man                                                                                 | tenor                                    | Antoine Garth                                                          |
| Två frigivna slavar                                                                        | - tenor - bass                           | - Alexander Taite - Anthony Russell                                    |
| En brigadör                                                                                | tenor                                    | Kevin Courtemanche                                                     |
| En sjöofficer                                                                              | bas                                      | William Pickersgill                                                    |
| En soldatröst                                                                              | baryton                                  | David Kekuewa                                                          |
| En kapten                                                                                  | bas                                      | William Pickersgill                                                    |
| Kör av nordstatare och sydstatare, invånare i Richmond och Appomattox, slavar och kvinnor. |                                          |                                                                        |

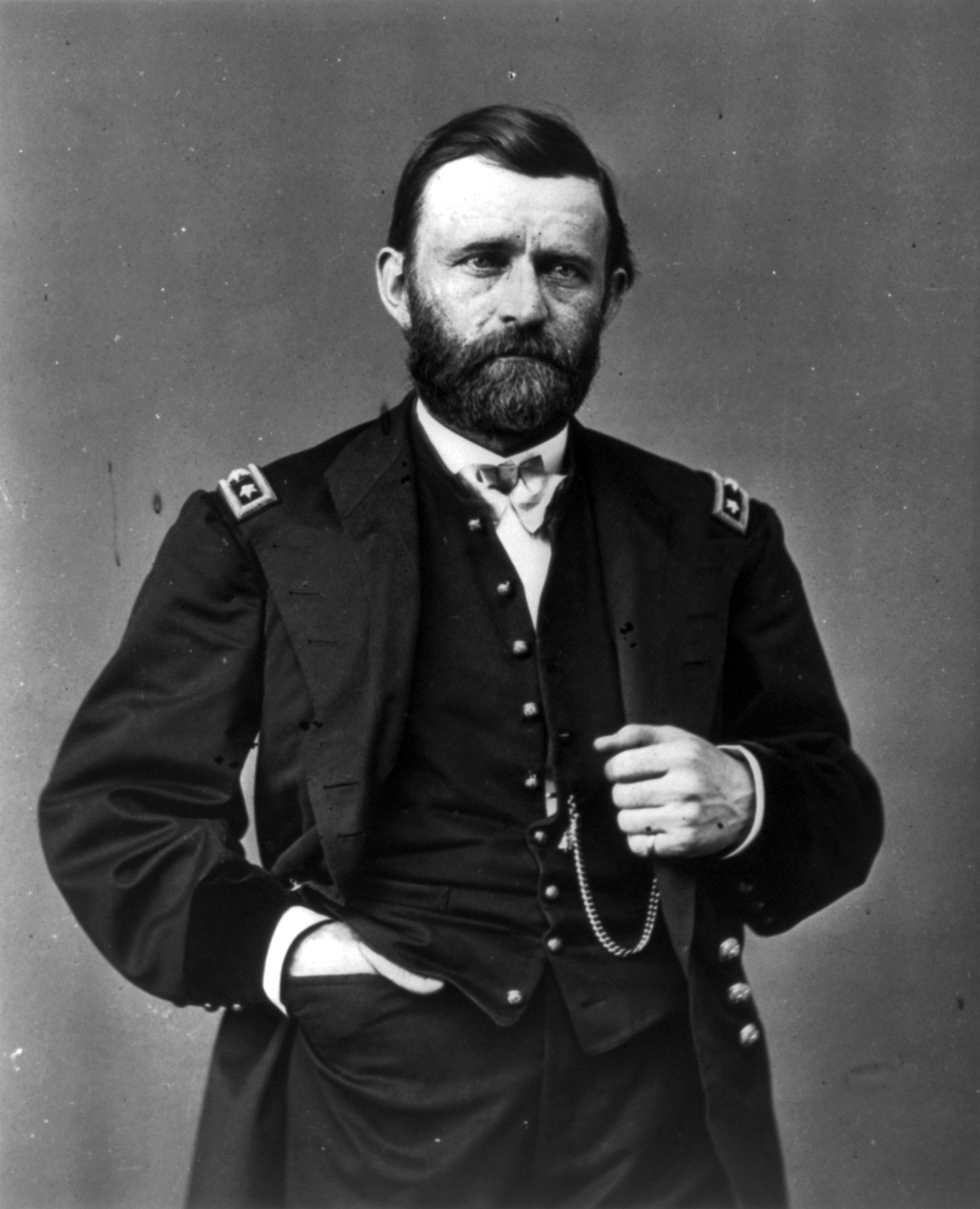
U.S. Grant
Robert E. Lee
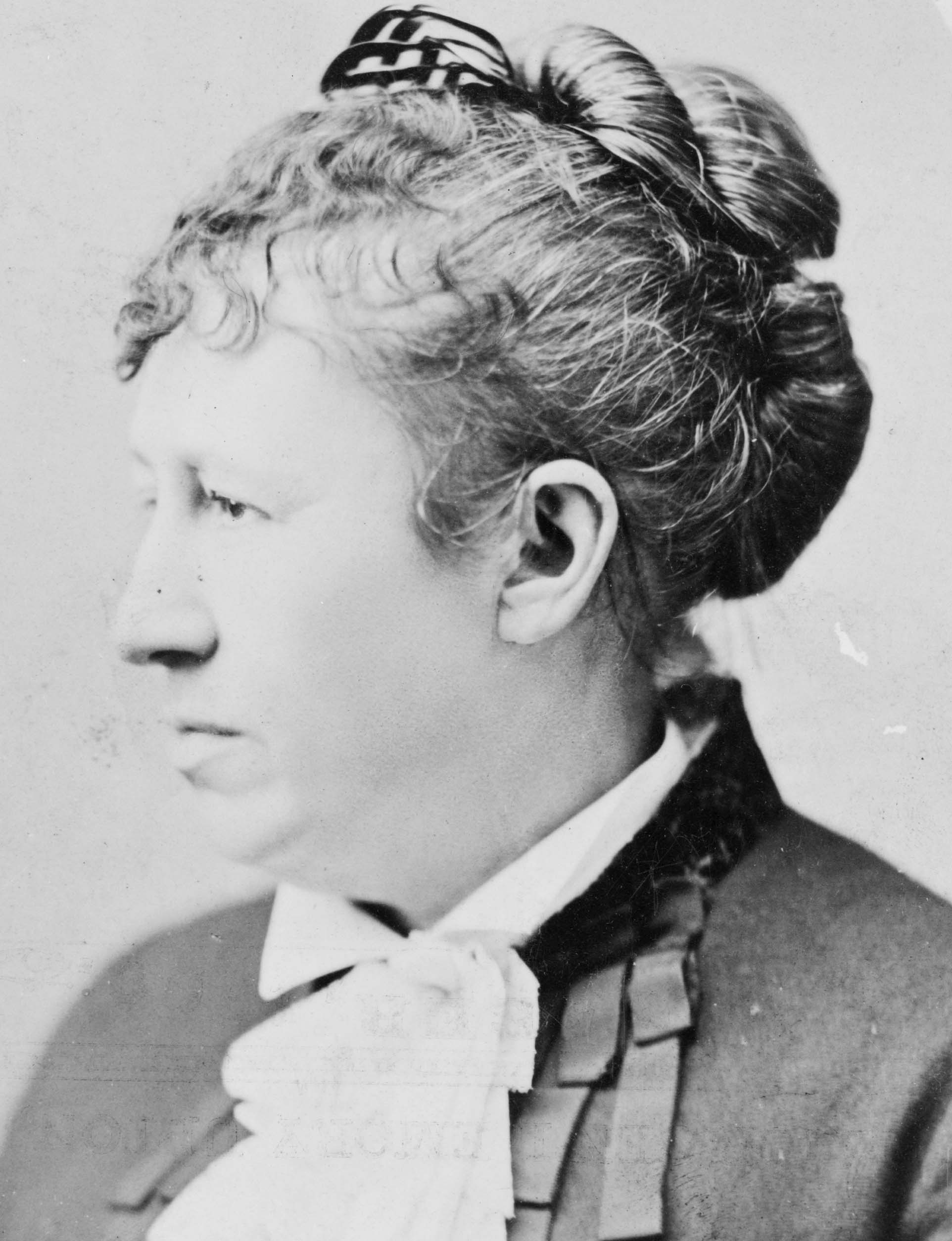
Julia Dent Grant
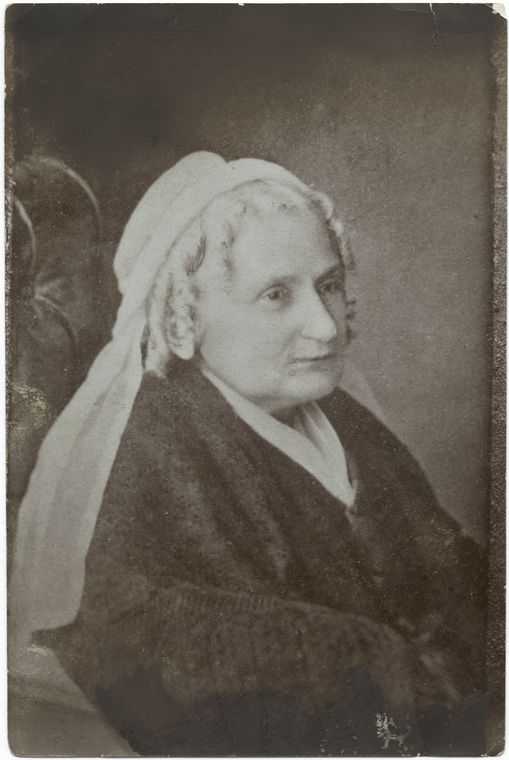
Mary Custis Lee
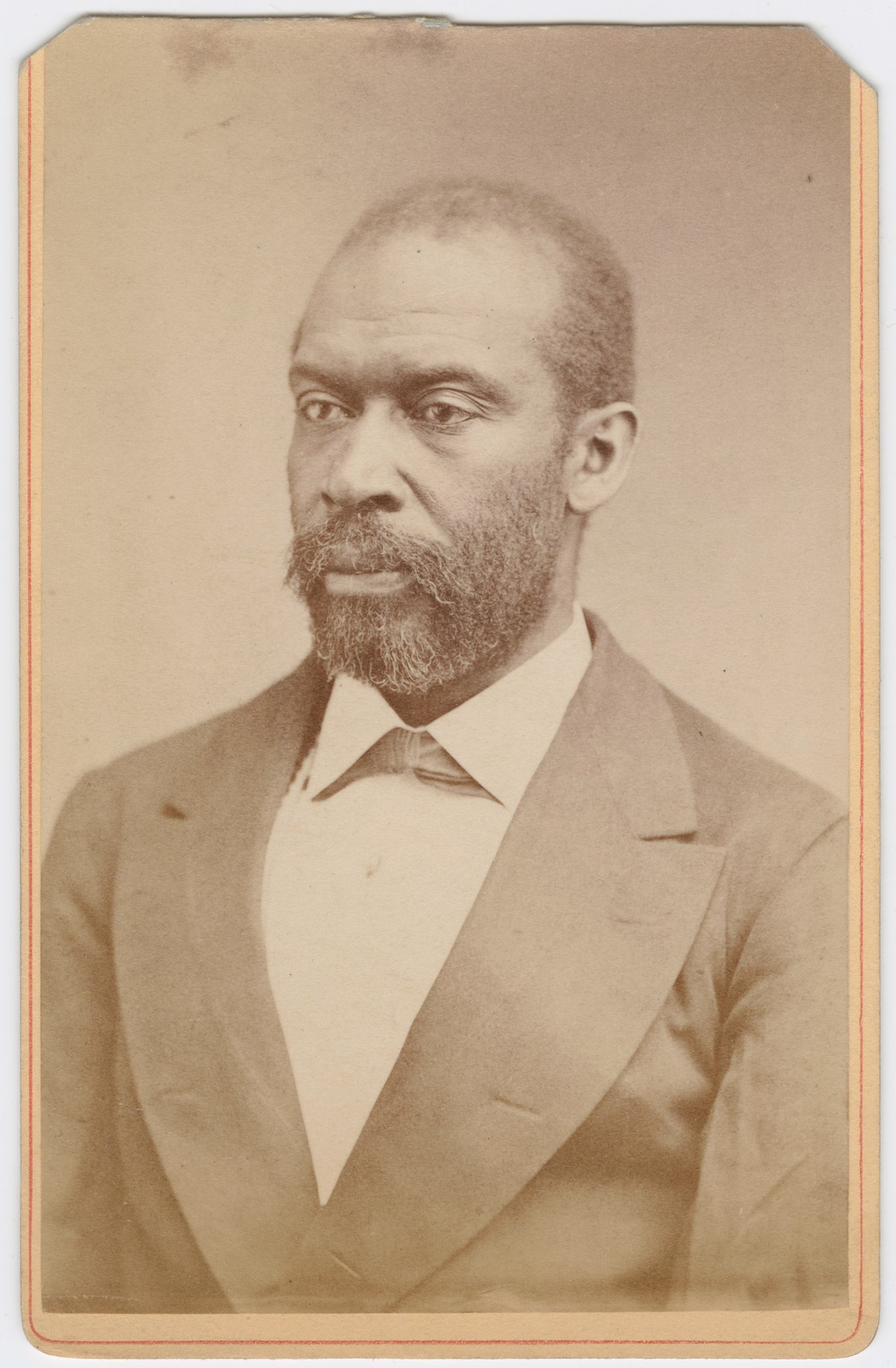
Thomas Morris Chester
Abraham Lincoln
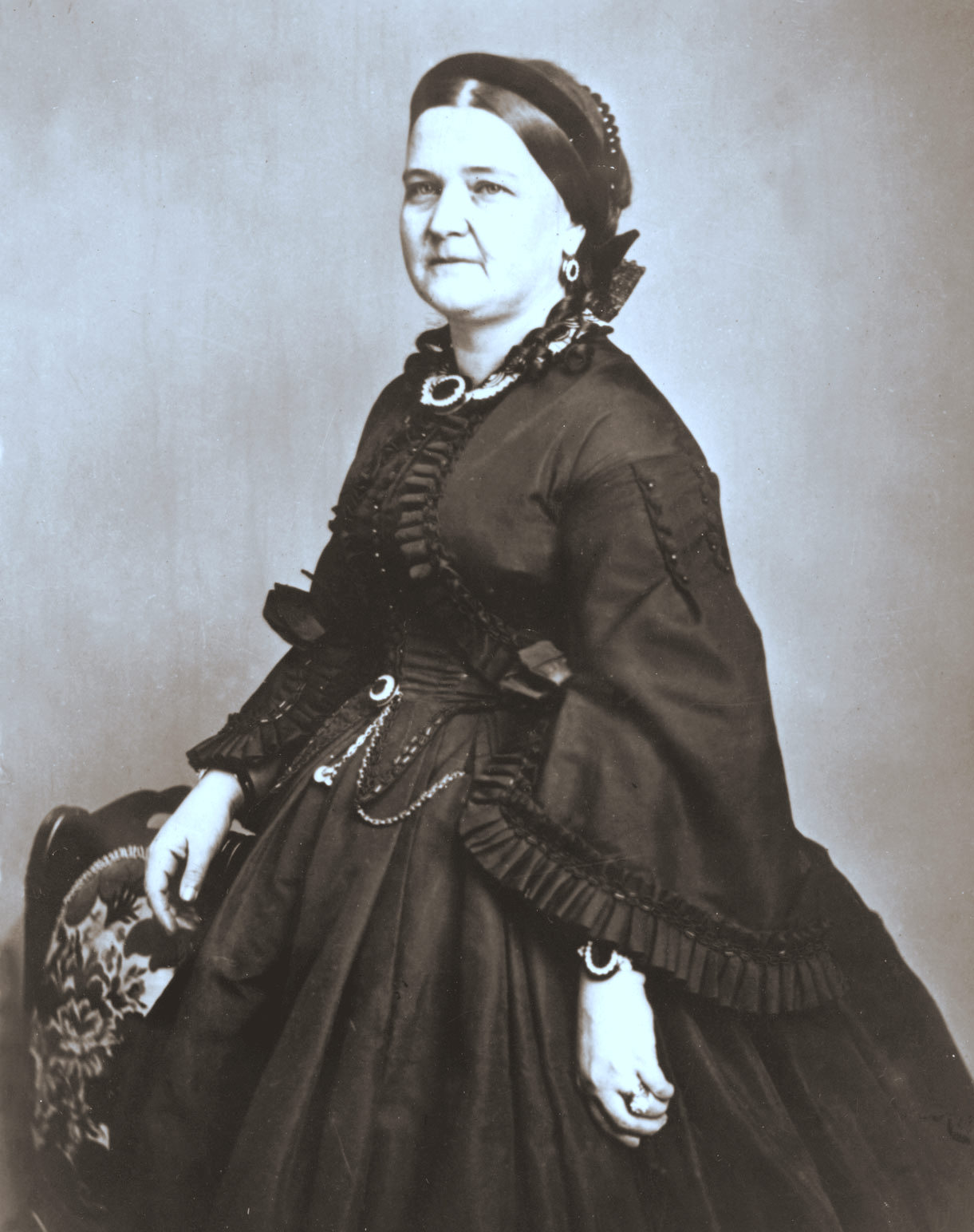
Mary Todd Lincoln
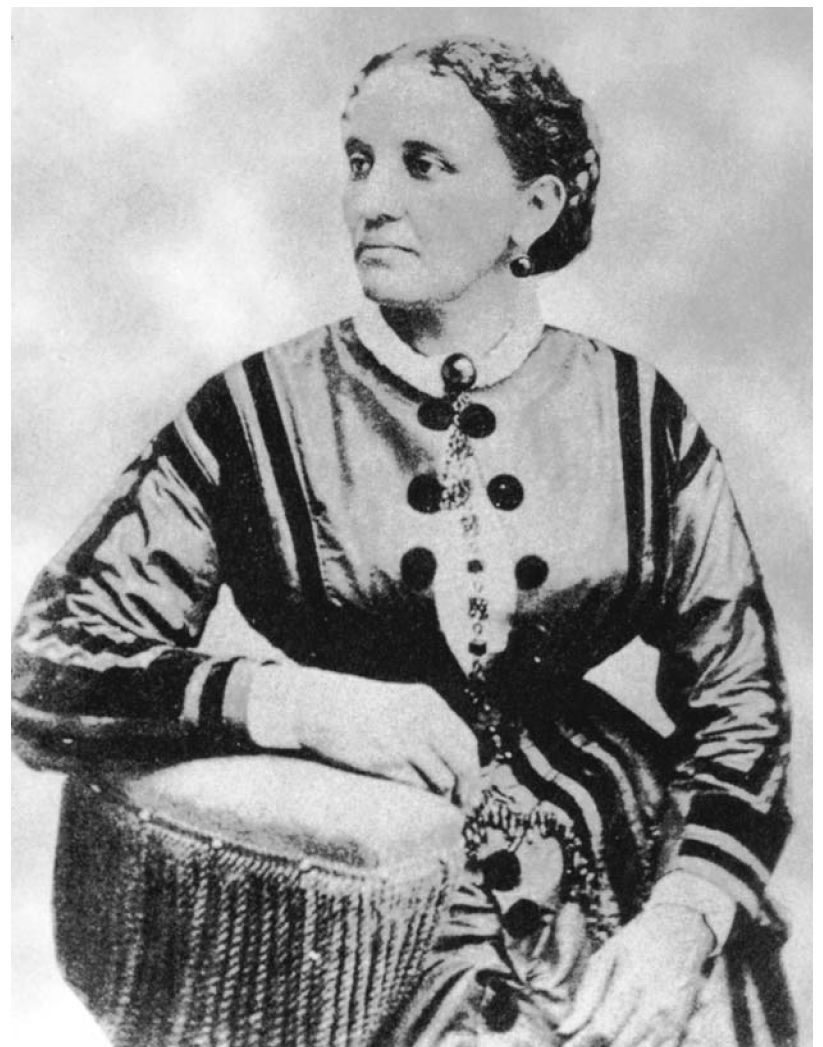
Elizabeth Keckley
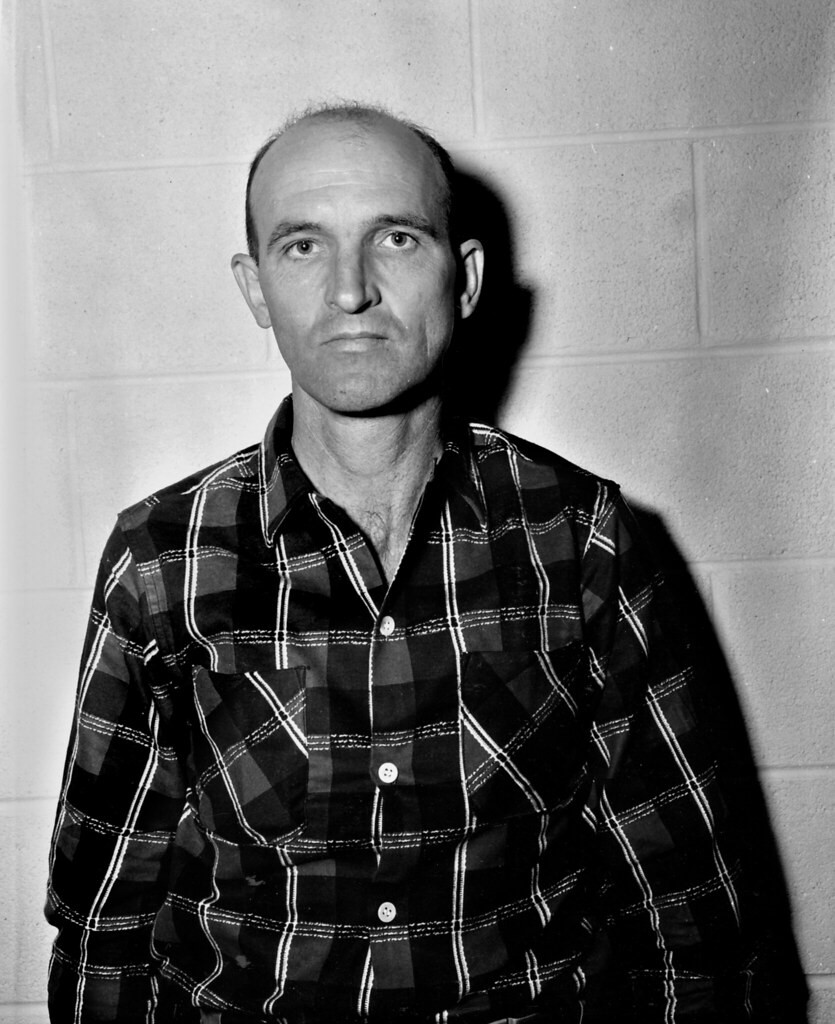
Edgar Ray Killen
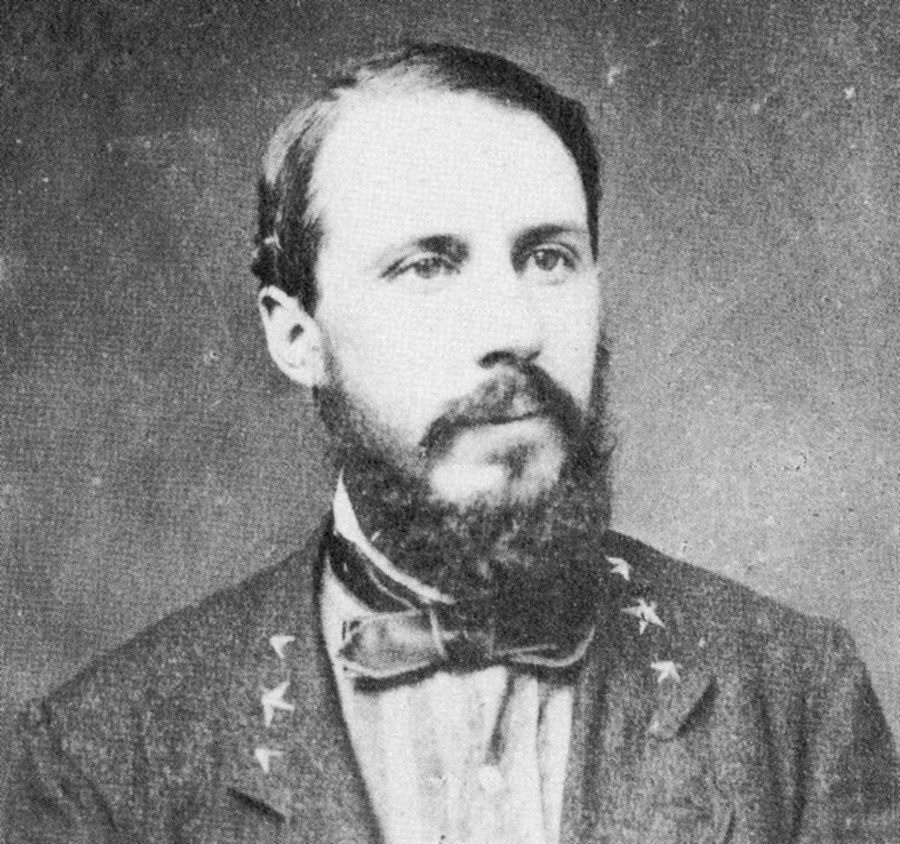
Edward Porter Alexander
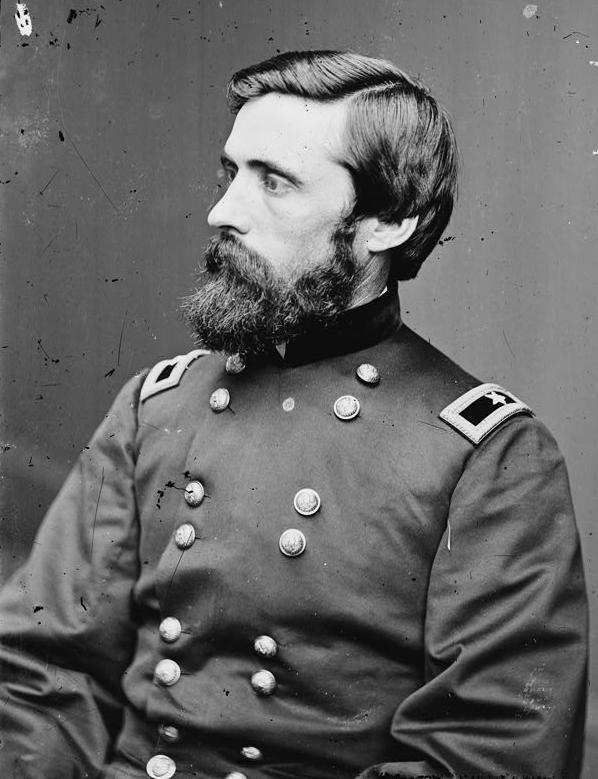
John Aaron Rawlins
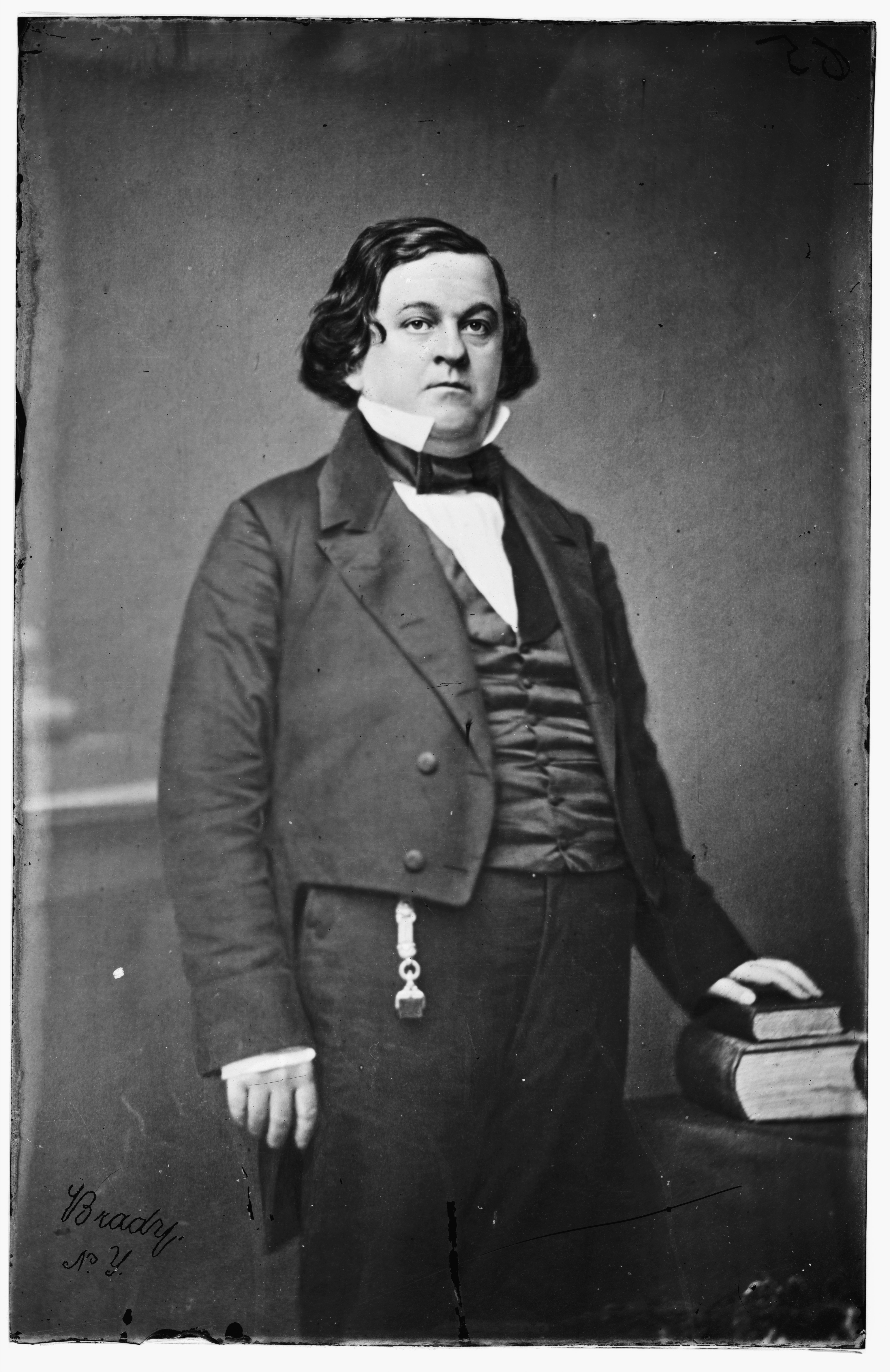
Howell Cobb
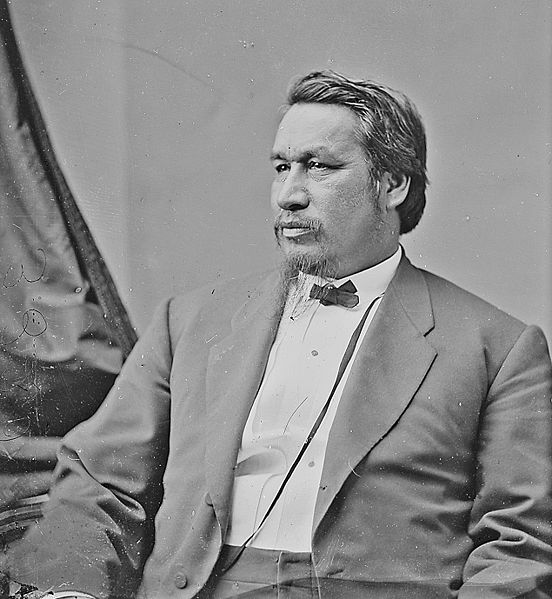
Ely S. Parker
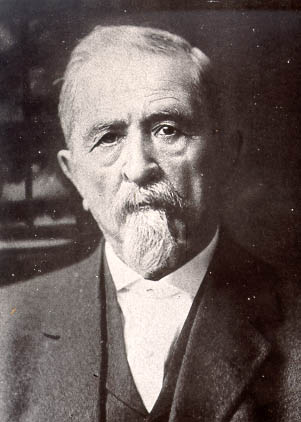
William McLean

## Handling
Tid: De sista dagarna av det Amerikanska inbördeskriget.

### Prolog
Julia Dent Grant sjunger om sin oro för maken Ulysses och hon har onda aningar. Snart får hon sällskap av Mary Custis Lee och hennes dotter Agnes Lee som oroar sig för framtiden och hoppas att kriget snart ska vara över. Mary Todd Lincoln kommer in och ber sin svarta tjänarinna Elizabeth Keckley att tolka en mardröm som hennes make presidenten har haft. Alla sjunger om krigets fasor och hoppas att detta ska bli det sista. En kvinnokör håller upp bilder på sina nära och kära vilka har dödats i kriget.

### Akt 1
Scen 1: Tiden fram till Robert E. Lees kapitulation
Abraham Lincoln och Ulysses S. Grant befinner sig på det flytande högkvarteret på floden Potomac. De lägger ut en plan för att sluta kriget och diskuterar de generösa kapitulationsvillkoren som erbjudits Lee. Deras hustrur dyker upp. Nyheter anländer om att ett fort som federationen hållit har återerövrats. Segrarna brigadör John Rawlins och överste Ely S. Parker kommer in. Grant ger order om det slutliga anfallet av  Richmond. Scenen slutar med en äkta sång från inbördeskriget. "Tenting on the Old Camp Ground", som sjungs av båda arméerna medan Grant och Robert E. Lee betraktar solnedgången.
Scen 2: General Lees åtaganden
Mrs. Lee avvisar makens råd att fly från Richmond innan slaget börjar. Lee tänker tillbaka på sina skäl för att gå med i konfederationen trots att han blev erbjuden ledarskapet för unionens styrkor: hans orubbliga lojalitet mot sin hemstat Virginia. General Howell Cobb anländer med en rapport och konfronterar Lee med den som han står bakom: att rekrytera slavar för konfederationens styrkor. Cobb anser att rapporten kommer ställa allt på ända: Om slavar blir bra soldater vad ska då hända med slavfrågan? Lee svarar att hans uppdrag är krig, inte teorier.
Scen 3
Kvällen före unionens attack på Richmond tänker Julia Grant på sin makes tidiga hårda liv, inklusive hans affärsfiasko och alkoholism. Men hon minns moderns profetia att han skulle återuppstå som landets högste man. Nu oroar hon sig vad det långa och blodiga kriget har förvandlat honom till. Grant försäkrar henne att det till synes oändliga dödandet snart ska vara över.
Scen 4: Richmonds förödelse
En kör av flyktingar flyr undan bomberna. Mrs Lee har stannat kvar i hemmet och ser hur Richmonds invånare flyr och bränner ned allt av värds så att inget lämnas kvar till unionens armé. Hon och Agnes betänker krigets fasor. Ett regemente av svarta unionssoldater kommer in och sjunger en marschsång, en variation på Marching Song of the First Arkansas. Den svarte reportern T. Morris Chester skriver en triumferande artikel till sin tidning medan han sitter i talmansstolen i representanthuset. President Lincoln anländer och möter en ström av nyligen frigivna slavar. När en av dem faller på knä lyfter han upp henne och säger till henne att endast böja knä inför Gud. Slavarna sjunger en hymn till Lincolns ära. Mrs Lee möter brigadören Rawlins och uttrycker sin ilska över att svarta soldater har gjort intrång i hennes ockuperade hus. Soldaterna ska ersättas med vita soldater.
Scen 5: Lee och Grant utbyter brev efter Richmonds kapitulation
Grant föreslår att Lee ger upp för att förhindra mer blodspillan. Lees första svar är dubbeltydigt. Han föreslår att de träffas för att diskutera "freden" snarare än "kapitulationen". Men när Lee får nyheten om att hans belägrade armé har nergjorts inser han att hans möjligheter har blivit färre. Hans medhjälpare, general Edward Alexander föreslår en radikal strategiförändring: gerillakrig. Lee avvisar idén med orden att soldaterna skulle tvingas till rån och plundring för att överleva. Utan några alternativ skriver Lee till Grant och ber om ett möte för att diskutera villkoren för kapitulationen.

### Akt 2
The Appomattox Court House, Virginia
Egendomen förbereds för kapitulationen den 9 april 1865. Lee anländer oklanderligt klädd medan Grant i all hast har på en sig en trasig och fläckig uniform. Efter artiga förfrågningar om gemensamma bekanta tar Lee slutligen upp kapitulationsämnet. Grant föreslår generösa förutsättningar och börjar skriva ned dessa.
Deras diskussion avbryts av en plötslig framtida syn fem dagar senare. Mrs Lincoln berättar för Elizabeth Keckley om en annan av presidentens mardrömmar i vilken han bevittnar sin egen begravning efter att ha dödats av en lönnmördare. Keckley tolkar drömmen som slutet på kriget, inte presidenten. Mrs Lincoln berättar om ytterligare en dröm i vilken presidenten färdas på ensam på ett stort skepp till en avlägsen hamn. Den här gången har Keckley inget svar och rusar ut ur rummet. Mrs Lincoln ser i en syn hur en begravningsprocession innehåller en flaggdraperad kista och ser sig själv gå bakom. Hon skriker och faller ihop och handlingen återvänder till fredsförhandlingarna.
Grant föreslår, till Lees stora lättnad, att alla officerare och soldater ska få återvända hem efter att ha överlämnat sina vapen. Lee ber om en stund att få läsa igenom villkoren.
Handlingen förflyttas åter framåt till Colfax i Louisiana 1873. T. Morris Chester gör entré och berättar traumatiserad om den ökända Colfax massacre, i vilken hundra svarta soldater mördades av Ku Klux Klan och White League.
Grant går med på Lees önskan att alla hans män, inte bara officerarna, ska få behålla sina hästar så de kan återvända till sina hem och bruka sin jord. Villkoren skrivs ned med bläck av överste Ely Parker, den ende närvarande representanten för USA:s ursprungsbefolkning.
Handlingen flyttas åter framåt, denna gång till 1965. Fyra medborgarrättskämpar kommer in och sjunger i kör "The Ballad of Jimmie Lee", en folksång som berättar om mordet på Jimmie Lee Jackson och Blodiga söndagen.
Mötet avslutas med att Lee skriver under och generalerna skakar hand. Efteråt bugar Lee och går ut. Han går mot sina trupper och bekräftar kapitulationsvillkoren; de kan återvända hem och om de är lika goda medborgare som de var soldater kommer han vara stolt över dem.
Efter att generalerna har gått rusar soldater och civila fram och huset plundras systematiskt av souvenirjägare. 
Handlingen flyttas en sista gång framåt, denna gång till nutiden. Edgar Ray Killen, en Klanmedlem fängslad för inblandning i mordet på Chaney, Goodman och Schwerner 1964, gör entré. Numera en gammal man i rullstol sjunger han i korta, argsinta fraser om stoltheten över att ha beordrat morden på två judiska medborgarrättskämpar och deras svarta chaufför och återberättar morden i minsta detalj. Hans hemska minnen tar slut och han försvinner.

### Epilog
Julia Grant inser sorgset att kriget inte var det sista som hon hade hoppats på, och att människan för alltid kommer strida och döda. Hon leder Kvinnokören i en ordlös klagosång över krigets sorger.